# Stetternich
Stetternich is een plaats in de Duitse gemeente Jülich, deelstaat Noordrijn-Westfalen, en telt 1744 inwoners (2006).